# Aujun Boroul
Aujun Borul Khan (730 circa) è stato un sovrano e condottiero mongolo, diretto progenitore della stirpe reale dell'Impero Mongolo, tra cui Gengis Khan.

## Vita
Fu il sesto Khan dei Mongoli. Figlio di Korichar Khan, e nipote di Tamacha Khan, di lui poco è noto.

## Discendenze
Primo dei suoi figli fu Sali Kachau padre di Yeke Nidun (poi padre di Sam Sochi). Tra i suoi discendenti diretti c'è, oltre a Gengis Khan, tutta la stirpe dell'Impero Mongolo e Tartaro.